# Jylland (Schiff, 1860)
Die Fregatte Jylland ist ein in Ebeltoft (nahe Aarhus in Dänemark) in einem Trockendock des Museumshafens liegendes historisches Holzschiff. Mit 71 Metern Länge ist sie das längste erhaltene Schiff ihrer Art.

## Überblick
Die Jylland, benannt nach der dänischen Halbinsel Jütland,  war die letzte aus Eichenholz gebaute (Schrauben-)Fregatte der dänischen Marine, die zudem noch mit ursprünglich 44 Vorderladerkanonen bewaffnet wurde. Gegen einen Befall mit dem Schiffsbohrwurm und ähnlichem wurde der Rumpf unterhalb der Wasserlinie mit Kupferplatten verkleidet.
Als Vollschiff hat sie drei vollständig rahgetakelte Masten. Sie war zusätzlich mit einer heute nicht mehr an Bord befindlichen Dampfmaschine ausgestattet, die dem Schiff insbesondere im Gefechtsfall und in engen Gewässern wie z. B. Häfen einen windunabhängigen Einsatz ermöglichte. Mit dem Maschinenantrieb konnte eine Höchstgeschwindigkeit von 12 Knoten erreicht werden, wobei der Vorrat an Kohlen einen etwa siebentägigen Einsatz ermöglichte. Um den Strömungswiderstand des Schiffes im Wasser zu reduzieren, konnte die zweiflügelige Schiffsschraube ausgekuppelt und über die Wasserlinie gezogen werden. Unter Segeln – zwischen 2000 und 3000 m² Segel konnten gesetzt werden – konnte eine Geschwindigkeit von 15 Knoten erreicht werden.
Technisch war die Jylland zum Zeitpunkt ihres Stapellaufes bereits veraltet, da die traditionelle Bauweise von Kriegsschiffen aus Holz zu dieser Zeit zugunsten des Baus von Panzerschiffen mit eisengepanzertem oder volleisernem Rumpf aufgegeben wurde. Auch Vorderladerkanonen wurde damals weitgehend durch Hinterladerkanonen abgelöst. Mit dem zwei Jahre später in England gebauten Turmschiff Rolf Krake erwarb Dänemark 1863 selbst ein solches Eisenschiff, das zu den modernsten seiner Zeit gehörte.

## Geschichte

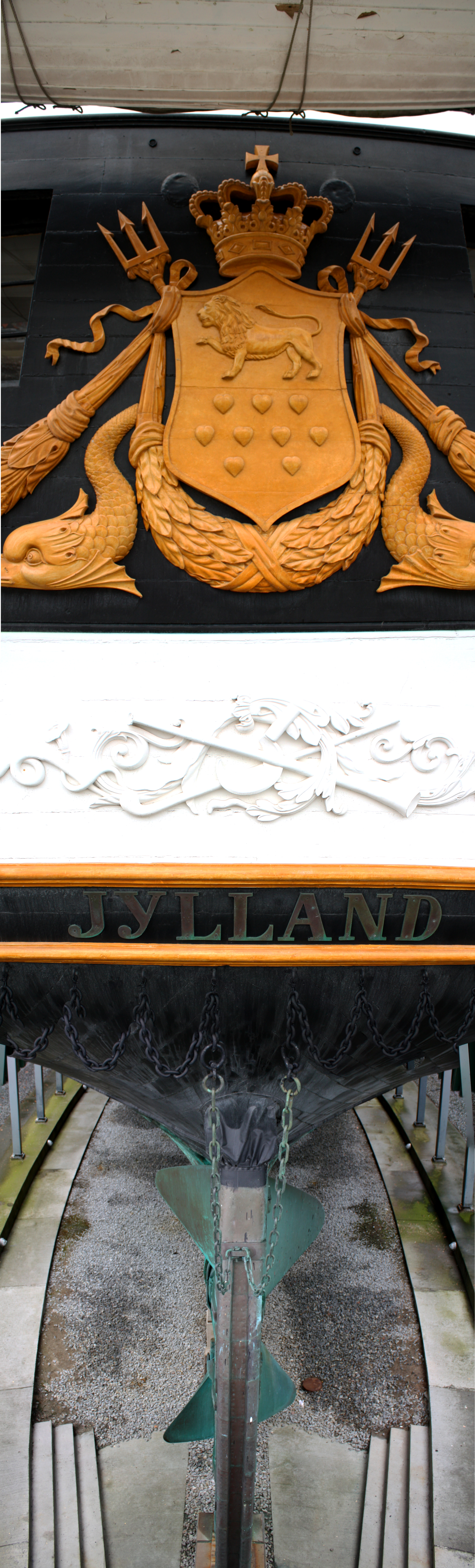
Heckpanorama der Jylland. Gut zu erkennen: die versenkbare Schiffsschraube und die grün patinierte Kupferbeplankung.

Die Fregatte Jylland wurde 1856 bis 1860 in Kopenhagen auf der Marinebasis Holmen gebaut. Am 9. Mai 1864 nahm sie im Rahmen des Deutsch-Dänischen Krieges an dem Seegefecht bei Helgoland auf dänischer Seite teil. Nach Ende des Krieges 1866 wurde sie mehrfach wechselnd als Exerzierschiff und für zahlreiche Fahrten eingesetzt. Zusätzlich diente sie repräsentativen Zwecken; so wurde sie 1874 und 1886 als Schiff des dänischen Königs Christian IX. genutzt und eskortierte diesen 1880 auf der Yacht Dannebrog. 1887 schied die Fregatte aus dem aktiven Dienst aus.
Ab 1892 wurde sie reaktiviert und wieder als Exerzierschiff sowie als schwimmende Kaserne genutzt, bis sie 1908 endgültig außer Dienst gestellt und zur Abwrackung verkauft wurde. Durch verschiedene Rückkäufe wurde die Abwrackung verhindert.
Während des Ersten Weltkrieges wurde sie als Ausbildungsstätte für Seefunker genutzt. Ab 1925 wurde von verschiedenen Vereinen und Initiativen die Erhaltung der Jylland angestrebt und unterstützt, was die Abwrackung des Schiffes verhindern konnte. 1930 erfolgte eine Instandsetzung. Von 1934 bis 1949 lag sie in Holmen und diente als Jugendherberge. 1960 kam die Fregatte als Wrack nach Ebeltoft.
1979 ging die Fregatte in Stiftungseigentum über. Diese Stiftung organisierte eine Spendensammlung und konnte den dänischen Reeder Arnold Mærsk Mc-Kinney Møller als Hauptförderer gewinnen. Nach dem Bau des Trockendocks wurde das Schiff darin ab 1984 umfassend renoviert, so dass unter anderem ein Kielbruch endlich beseitigt werden konnte.
Seit 1994 steht die Jylland als Museum für Besichtigungen offen. Sie ist Teil eines maritimen Museums, das rund um das Trockendock, in dem sie liegt, aufgebaut wurde. In diesem Museum werden Teile ihrer Geschichte, aber auch andere geschichtsrelevante maritime Ereignisse dargestellt. Zudem lässt sich dort ein Blick auf damalige Fertigungstechniken werfen, da sich in einem frei zugänglichen Anbau auf dem Museumsgelände verschiedene Fertigungsbereiche für Schiffsteile, Taue (z. B. Reeperbahnen) u. ä. befinden.

## Daten
Das Schiff ist 71 m lang, 13 m breit und hatte eine Verdrängung von 2456 t. Für den Bau des Schiffes wurde fast ausschließlich Holz als Baumaterial verwendet. Die Masten bestehen aus massiven Teilen, die jeweils aus einem Baum herausgearbeitet wurden (der Großmast hat eine Höhe von 53 m). Die Besatzung betrug 437 Mann. Die Jylland konnte an einigen Rahen Leesegel an hinausschiebbare Spieren anschlagen, um schwache Winde besser auszunutzen.

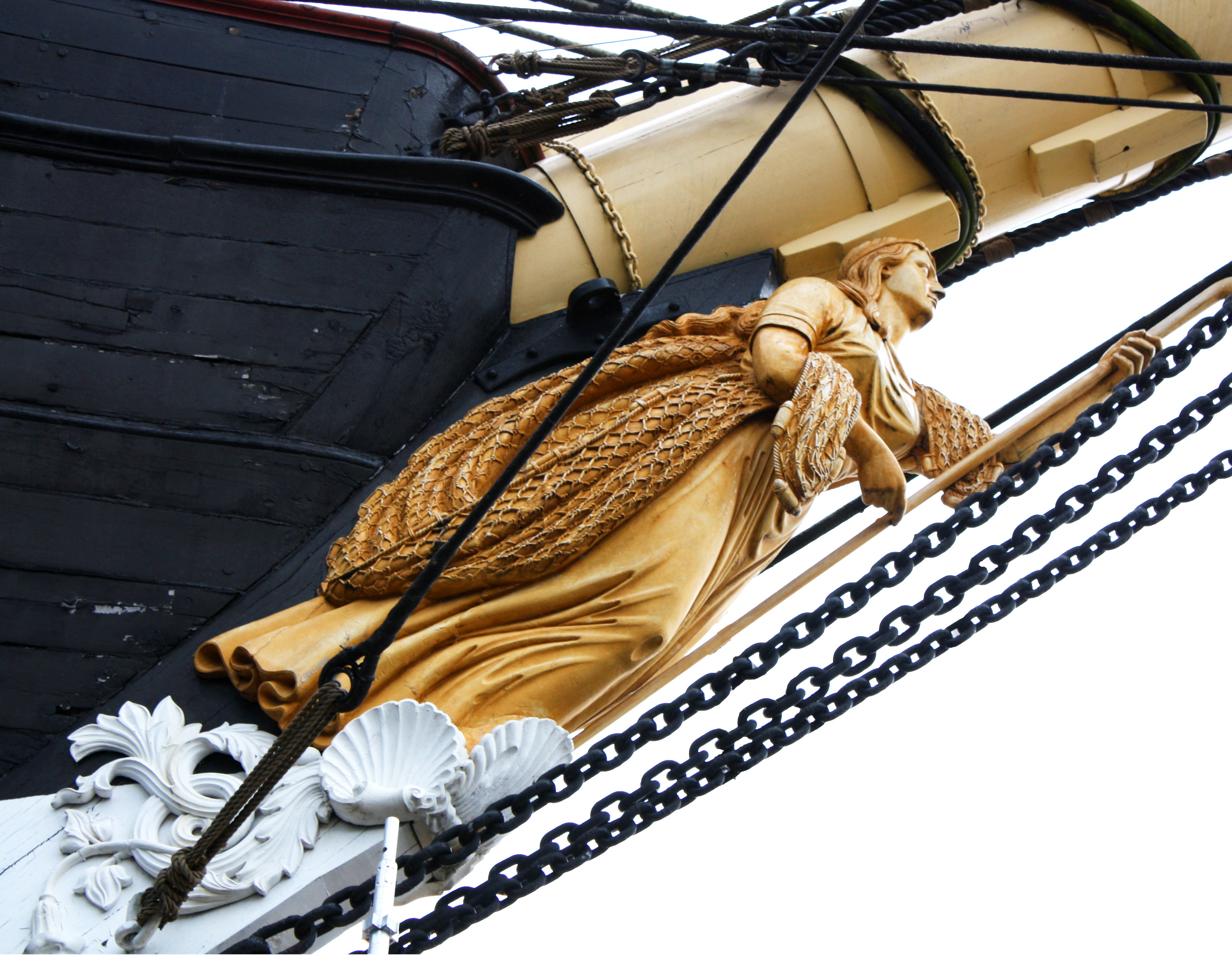
Galionsfigur der Jylland: Rán, Mutter der Wellen und Herrscherin über die Toten am Meeresgrund
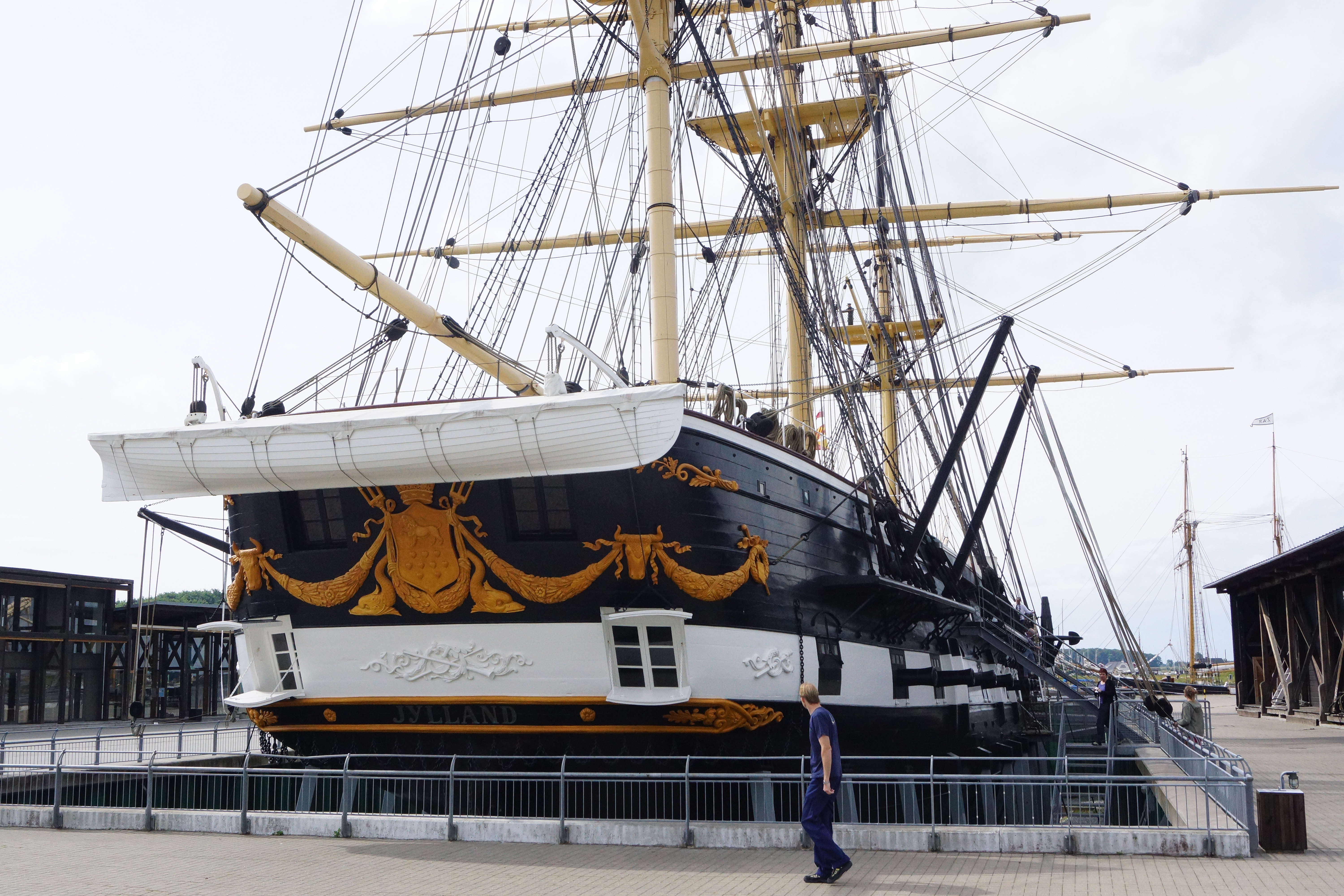
Jylland (2013)
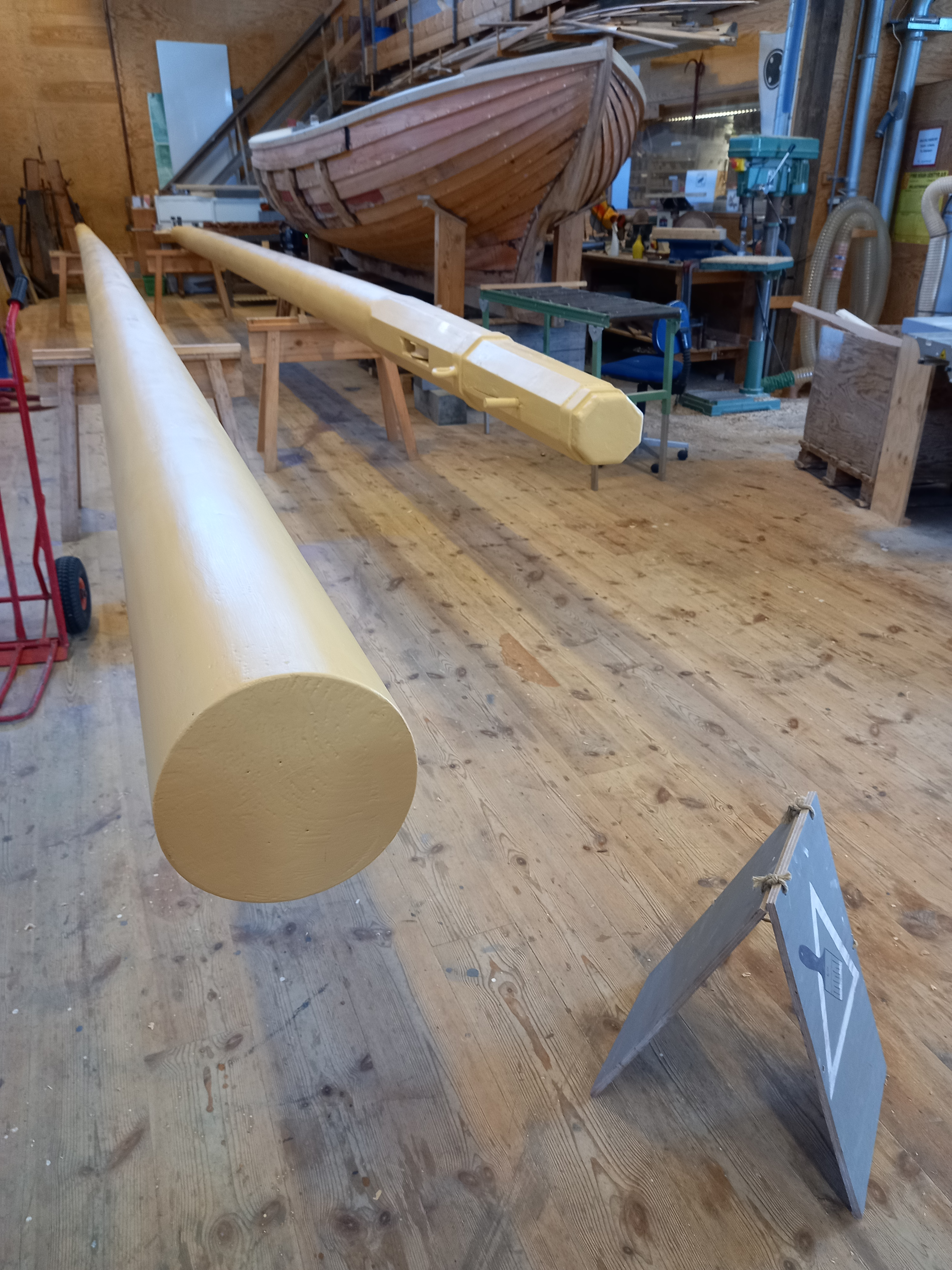
Ersatzmasten aus Massivholz für die Jylland
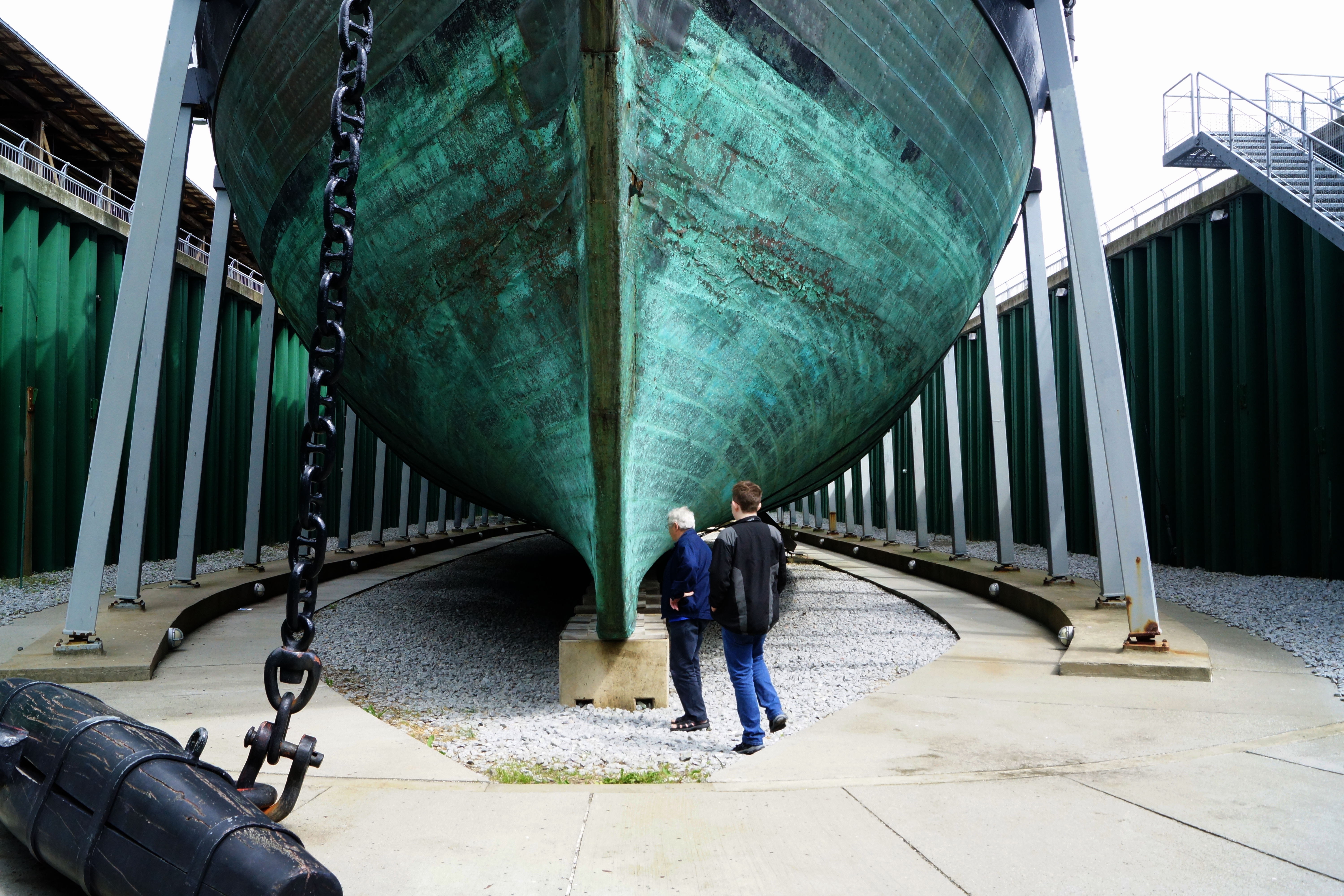
Trockengelegter unterer Teil des Schiffes
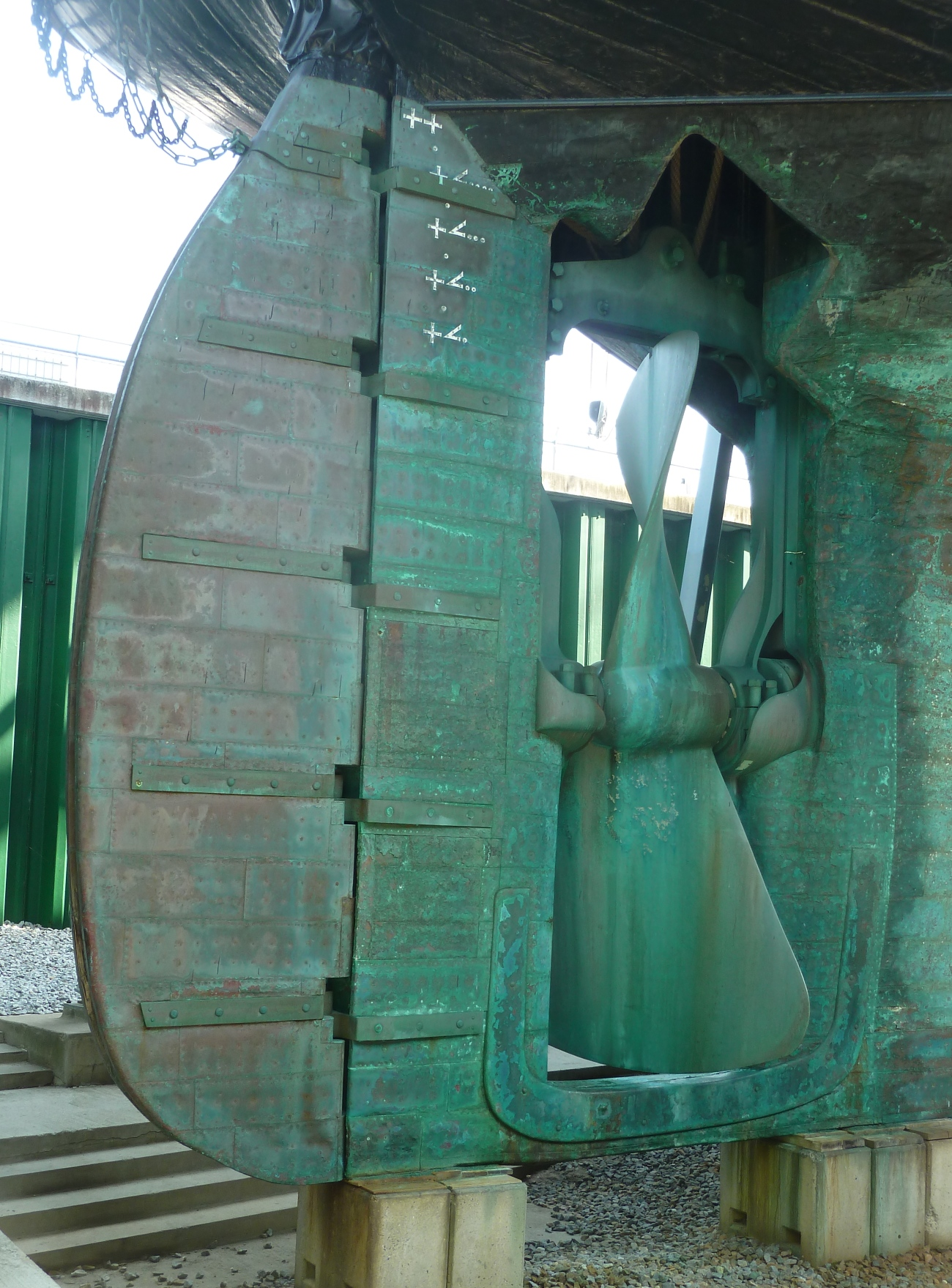
Anhebbarer Heckpropeller
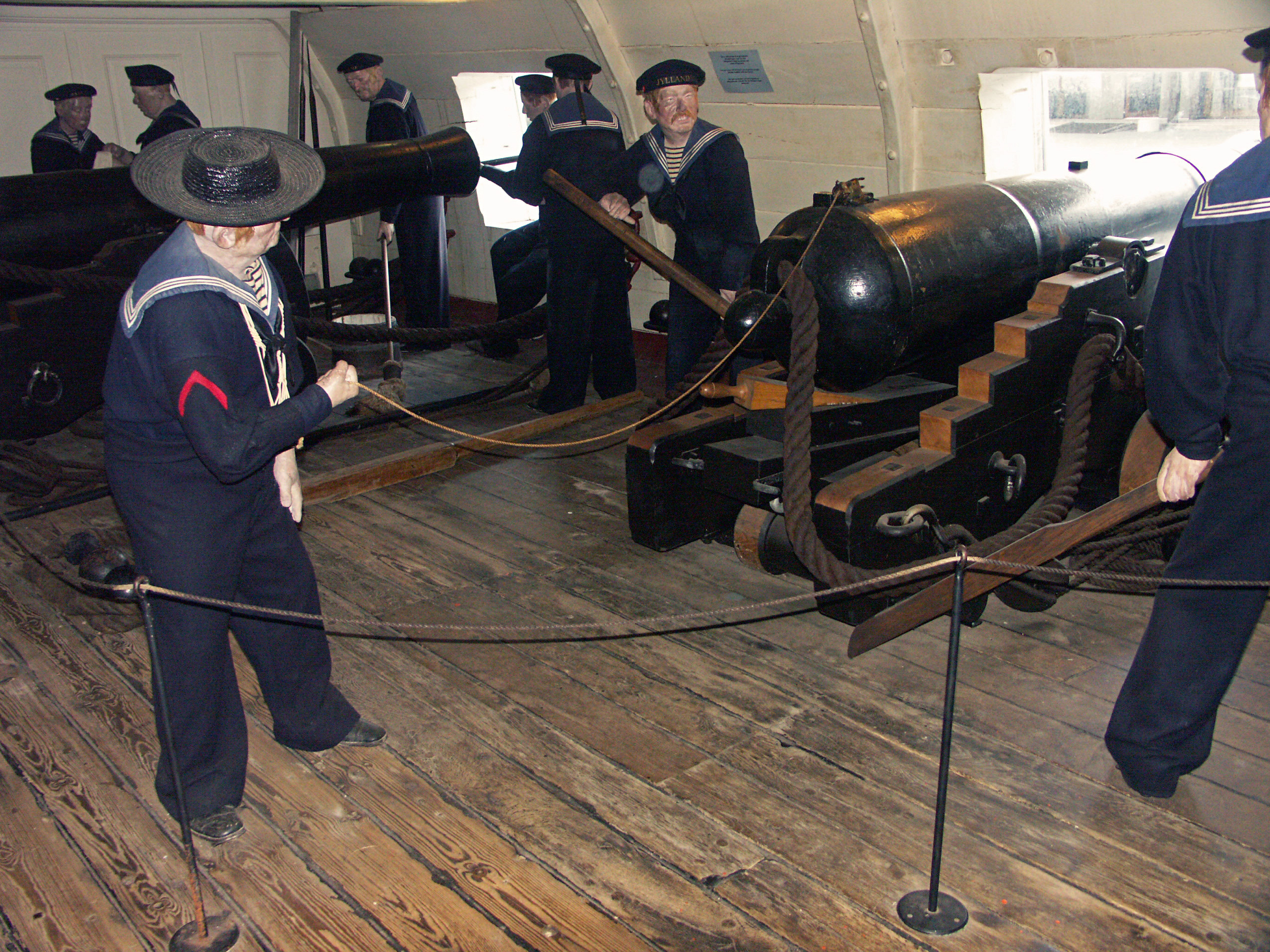
Batteriedeck
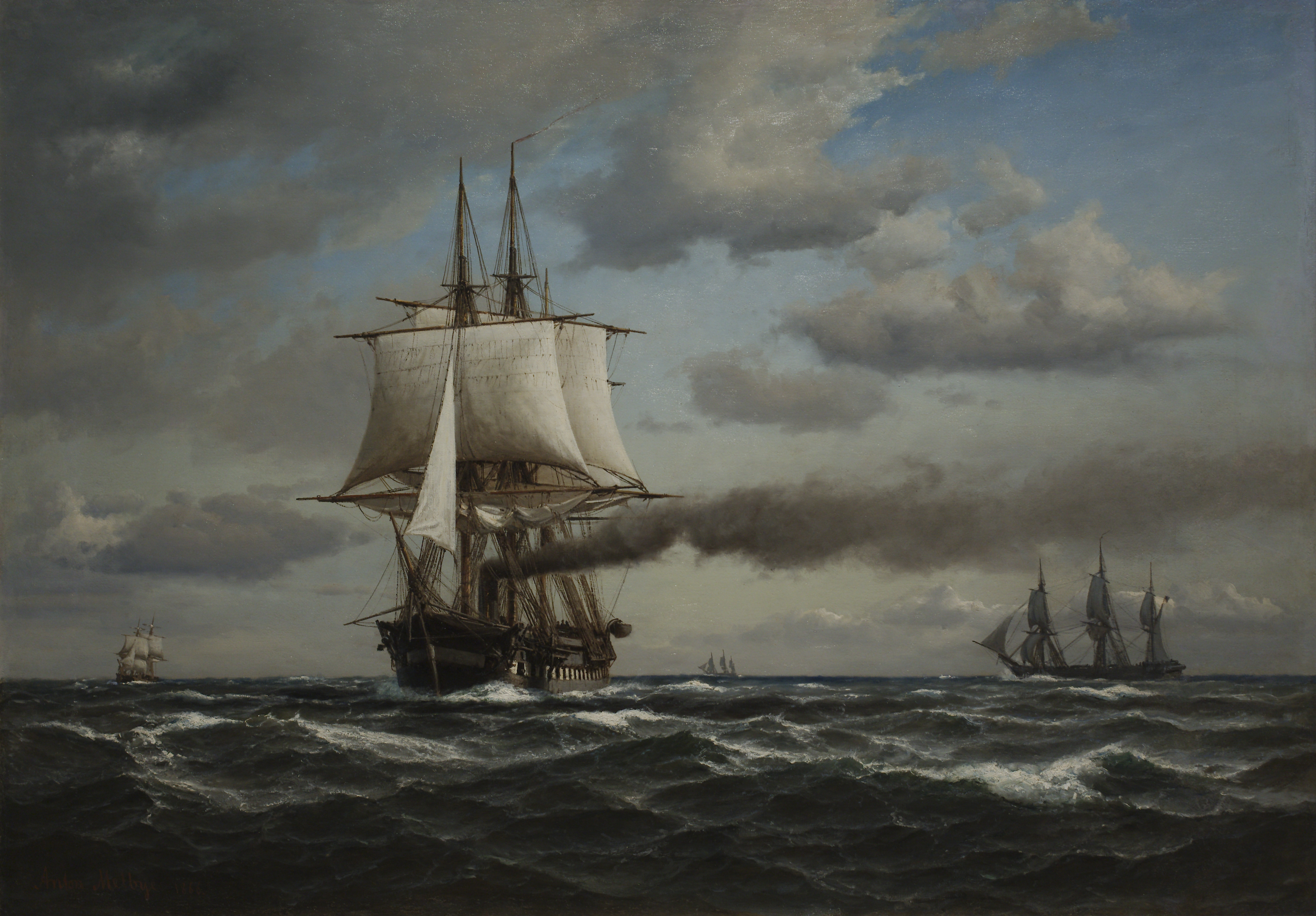
Anton Melbye: Fregatten Jylland, 1866. Aarhus Kunstmuseum
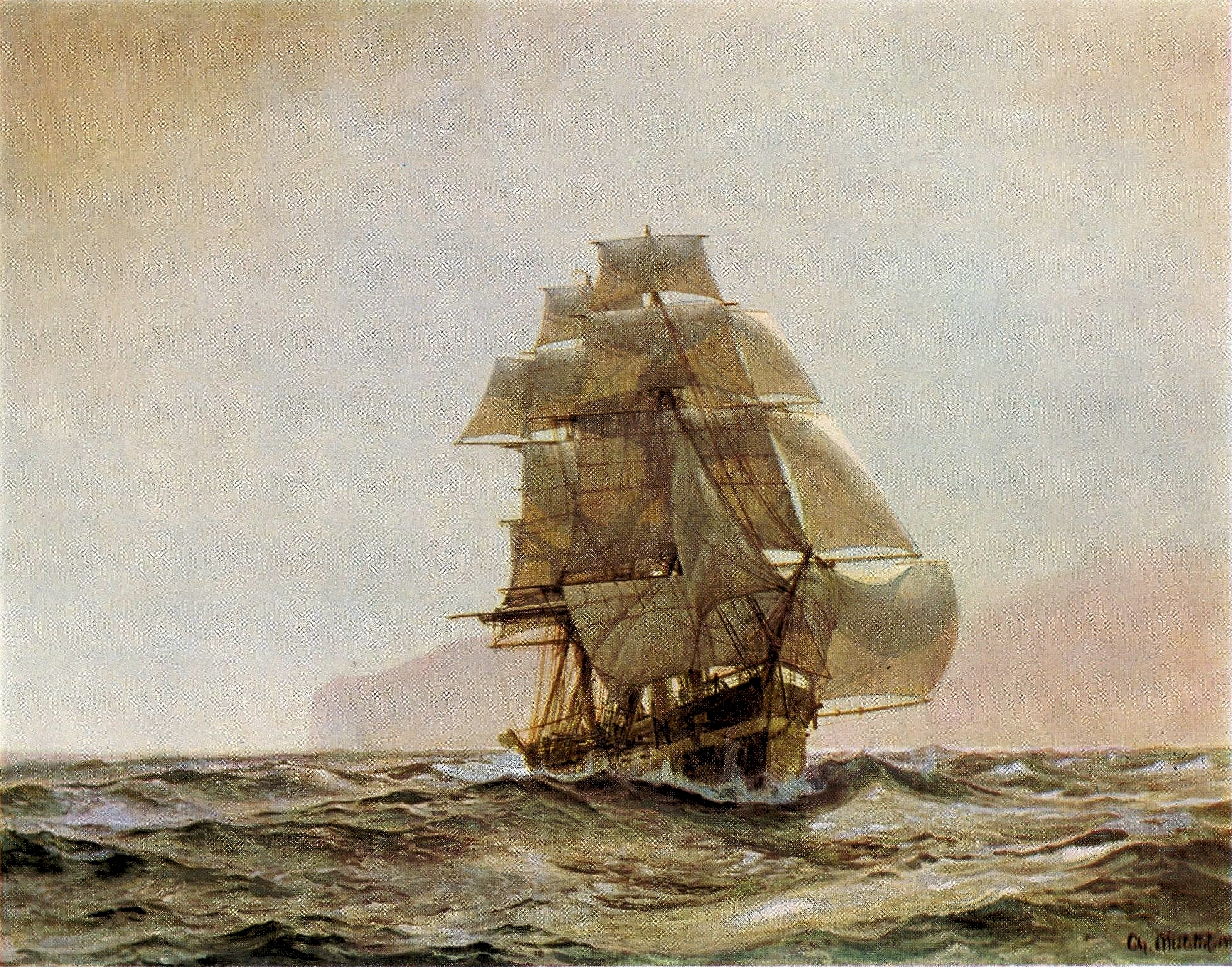
Christian Mølsted: Fregatten Jylland, 1899

## Aufnahme in die Kunst
Die Fregatte Jylland ist auf zahlreichen Gemälden abgebildet, unter anderem auf folgenden:
- Carl Neumann: Österreichisches Geschwader im Gefecht vor Helgoland, Öl auf Leinwand 1865. Deutsches Schifffahrtsmuseum Bremerhaven, Privatbesitz.
- Anton Melbye: Fregatten Jylland, 1866. Aarhus Kunstmuseum
- Christian Mølsted: Fregatten Jylland, 1899
- Gemälde Fregatten Jylland in Edinburgh. Schloss Gavnø, Gemäldesammlung Reedtz-Thodt